# Національний парк Пуебло-В'єхо
Археологічний та історичний національний парк Пуебло-В'єхо, Ла-Вега (також відомий як Національний парк Консепсьйон-де-ла-Вега), у провінції Ла Вега Домініканської Республіки, включає старе місто Консепсьйон-де-ла-Вега та золотодобувна копальня Пуебло-В'єхо. Це місце було внесене до попереднього списку Світової спадщини ЮНЕСКО 21 листопада 2001 р. у категорії «Культура».

## Історія
Місто Ла Консепсьйон-де-ла-Вега було засноване як фортеця Христофором Колумбом у 1495 році. Місто було забудоване навколо фортеці та золотого рудника Пуебло-В'єхо, оскільки видобуток дорогоцінних металів був головною метою місій Колумба у новий світ. Місто було зруйноване землетрусом 2 грудня 1562 р., а ті, хто вижив, переїхали на нинішнє місце на березі річки Каму.

## Видобуток корисних копалин
Шахта Пуебло-В'єхо — єдина в Домініканській Республіці золотодобувна копальня, яка колись була найбільшою та найпродуктивнішою золотодобувною компанією Західної півкулі. Однак перший видобуток золота з цього місця був здійснений наприкінці 15 — на початку 16 ст.